# Квадривиум
Квадри́виум, или квадри́вий (лат. quadrivium — «четырёхпутье») — общее название системы точных наук в Средние века. Квадривиум включал 4 дисциплины, математизированные на то время:
- арифметику (считалась базовой дисциплиной),
- геометрию,
- астрономию,
- музыку (подразумевается наука гармоника, а не «искусство звуков» и тому подобное),

по числу которых и получил название.
Квадривиум составлял повышенный курс светского образования в средневековых школах и университетах (следующий за тривиумом — курсом гуманитарных наук, составлявшим в них начальный курс).
Доктрина семи свободных искусств, разделявшихся на тривиум и квадривиум, была систематизирована Марцианом Капеллой в его энциклопедическом труде «О бракосочетании Филологии и Меркурия». Термин «квадривий» (в написании quadruvium; написание quadrivium установилось только в Средние века) впервые встречается в «Арифметике» Боэция, который планировал написать трактаты по всем четырём дисциплинам цикла. Сохранились арифметический (De institutione arithmetica) и музыкальный (De institutione musica) трактаты. Трактаты о геометрии и астрономии Боэция до нас не дошли, либо так и не были им написаны.

## Использование в современное время
Энциклопедия «Quadrivium» в составе цикла Wooden Books, включающего также энциклопедии «Trivium», «Designa» и «Sciencia», была издана на английском в 2010 году (одновременно в Великобритании и в США), с тех пор переиздавалась также на немецком, русском и других языках. Книга описывает четыре науки в формате учебника с иллюстрациями в псевдо-средневековом стиле и авторскими статьями. Издание получило положительные рецензии от журналов The Lancet, New Scientist, Fortean Times, London Review of Books. Список изданий:
- Lundy M., Martineau J. Quadrivium : The Four Classical Liberal Arts of Number, Geometry, Music, and Cosmology (англ.). — New York: Bloomsbury Publishing, Walker Publishing Inc, US, 2010. — P. 410. — (Wooden Books). — ISBN 9781907155048.
- Lundy M., Martineau J. Quadrivium : The Four Classical Liberal Arts of Number, Geometry, Music, and Cosmology (англ.). — Glastonbury: Bloomsbury Publishing, Wooden Books Ltd, UK, 2010. — P. 410. — (Wooden Books). — ISBN 9780802778130.
- Lundy M., Martineau J. QUADRIVIUM: Die vier klassischen freien Künste: Arithmetik, Geometrie, Musik und Astronomie für alle verständlich (нем.). — Librero, 2014. — P. 410. — ISBN 978-9089984296.
- Ланди М., Мартино Д., Саттон Д., Эштон Э. Сакральная геометрия, нумерология, музыка, космология, или КВАДРИВИУМ. — Эксмо, 2015. — 416 с. — (Золотой фонд эзотерики (новое оформление)). — ISBN 978-5-699-73573-0.